# Арфстен, Максимилиан
Максимилиан Майкл Арфстен (англ. Maximilian Michael Arfsten; 19 апреля 2001, Фресно, Калифорния, США) — американский футболист, правый полузащитник клуба «Коламбус Крю».

## Биография
Арфстен — воспитанник клуба «Калифорния Одисси», где провёл девять лет.
В 2019 году Арфстен поступил в Калифорнийский университет в Дейвисе, чтобы играть за университетскую футбольную команду «Ю-си Дейвис Эггис». В период с 2019 по 2021 год сыграл 39 матчей в Национальной ассоциации студенческого спорта, забив девять голов и отдав восемь результативных передач. В сезоне 2019 был включён в символическую сборную первокурсников Конференции Big West. В сезоне 2021 был признан лучшим игроком атакующего плана Конференции Big West и был включён в первую символическую сборную Конференции Big West.
В 2022 году Арфстен досрочно покинул университет и подписал свой первый профессиональный контракт с клубом MLS Next Pro «Сан-Хосе Эртквейкс II». В своём единственном сезоне в составе «Квейкс II» забил девять голов в 24 матчах.
В декабре 2022 года Арфстен был допущен к участию в Супердрафте MLS 2023. 21 декабря он был выбран клубом «Коламбус Крю» в первом раунде драфта под общим 14-м номером. 21 февраля 2023 года клуб подписал с игроком двухлетний контракт с опциями продления ещё на два года. Арфстен дебютировал и забил свой первый гол в MLS 25 марта в матче против «Атланты Юнайтед», выйдя на замену в конце второго тайма. 16 октября 2024 года Арфстен продлил контракт с «Коламбус Крю» до конца сезона 2027 с клубной опцией на сезон 2028.
6 января 2025 года Арфстен был впервые вызван в сборную США, в ежегодный январский тренировочный лагерь, включавший товарищеские матчи со сборными Венесуэлы и Коста-Рики.

## Достижения
«Коламбус Крю»
- Чемпион MLS (обладатель Кубка MLS): 2023
- Обладатель Кубка лиг: 2024

## Статистика выступлений
| Выступление                | Выступление      | Выступление      | Лига | Лига | Плей-офф | Плей-офф | Кубок | Кубок | Континент | Континент | Итого | Итого |
| Клуб                       | Лига             | Сезон            | Игры | Голы | Игры     | Голы     | Игры  | Голы  | Игры      | Голы      | Игры  | Голы  |
| -------------------------- | ---------------- | ---------------- | ---- | ---- | -------- | -------- | ----- | ----- | --------- | --------- | ----- | ----- |
| Сан-Хосе Эртквейкс II      | MLS Next Pro     | 2022             | 24   | 9    | —        | —        | —     | —     | —         | —         | 24    | 9     |
| Коламбус Крю               | MLS              | 2023             | 12   | 2    | 1        | 1        | 3     | 0     | 1         | 0         | 17    | 3     |
| Коламбус Крю               | MLS              | 2024             | 31   | 4    | 2        | 1        | —     | —     | 9         | 0         | 42    | 5     |
| Коламбус Крю               | Итого            | Итого            | 43   | 6    | 3        | 2        | 3     | 0     | 10        | 0         | 59    | 8     |
| Коламбус Крю 2 (фарм-клуб) | MLS Next Pro     | 2023             | 1    | 0    | —        | —        | —     | —     | —         | —         | 1     | 0     |
| Всего за карьеру           | Всего за карьеру | Всего за карьеру | 68   | 15   | 3        | 2        | 3     | 0     | 10        | 0         | 84    | 17    |

Источники: Transfermarkt, Soccerway, Football Database EU.